# 中國醫學史
中國醫學史，是指在中國歷史上，人們處理病痛的歷史。其涵蓋部分中醫學史（以研究醫療技術為主），但是含括範圍較為寬廣，尚包含了疾病、病者和醫者之角色、醫病關係、醫學機構、醫療機構等題目。

## 上古時期
中國傳統醫術的最早文字資料可見於甲骨文。甲骨文是刻在龜甲獸骨上的文字。可以反映殷代武丁時期的許多醫學知識和醫學活動，巫彭、巫咸的名字最早見於甲骨文記載（楚辞中七次提到他们，后来的儒者如王逸、颜师古誤以爲他們是一个人）。殷代的祖甲表面上取消了卜疾的迷信，但是巫醫尚未分家。《山海經》中記有十巫採藥的故事，《大荒西经》云：“有灵山，巫咸、巫即、巫彭、巫姑、巫真、吳禮、巫抵、巫謝、巫羅十巫，从此升降，百药爰在。”

## 秦漢時期
關於《黃帝內經》成書年代的看法很多。《黃帝內經》共十八卷，分《黃帝內經素問》（簡稱素問）與《黃帝內經靈樞》（簡稱靈樞）兩部作品，《靈樞》詳細記載了針灸。針灸治療行之久遠，在文字尚未發明之前，砭石被最早用於醫療，一直延續到戰國時期才逐漸被金屬針取代。《山海經》中記載了38種疾病，其中以病名來命名有23種，以症狀命名的有12種。《五十二病方》所提的病名更高達103個。這時期著名醫生有醫和、醫緩、扁鵲等人。
秦越人著《難經》，全書共有八十一難。對脈法、經絡流注、營衛三焦、气血盛衰、臟腑諸病、經穴等方面作了比較深入的解釋，丰富了《黃帝內經》的學術理論。因其闡述《黃帝內經》的有關疑難問題，故名《難經》。並對三焦、命門學說、奇經八脈理論等多有創見。
《漢書·藝文志》中，將醫家分為「醫經」、「經方」、「神仙」、「房中」四大流派。張仲景著有《傷寒雜病論》，後檢整理為《傷寒論》、《金匱要略》二書，確立了“六經”分證（太陽、陽明、少陽、太陰、厥陰、少陰）論治原則，中醫診斷病情的陰陽、表裡、虛實、寒熱“八綱”和辯證施治的原則，總結了漢以前的醫療經驗。《黃帝內經》、《難經》、《神農本草經》和《傷寒雜病論》等四部書被稱為中醫的四大經典著作，是中國秦漢以前的醫藥經驗總結。相傳華佗（145年－208年）還發明麻沸散，是最早記錄的醫用麻醉藥，可用於開刀清洗內臟，現已經失傳。

## 中古時期
隋太醫博士巢元方（605－615）著《諸病源候論》，為中醫學第一部病理學專著，全書專論病源、證候、但不載方藥。對內、外、婦、兒、五官各科疾病的病源和證候、診斷，都有詳細敘述。唐·孙思邈的《千金要方》、《千金翼方》以及王焘的《外台秘要》等，集唐以前医学之大成，从理论到临床均有新的发展。

## 宋元時期
金元四大家是指中國古代金元時期的四大醫學流派。即劉完素的火熱說、張從正的攻邪說、李東垣的脾胃說、朱震亨的養陰說。劉主寒涼，張主攻下（汗、吐、下三法），李主補土（補脾），朱主養陰，大大豐富了中醫理論。朱丹溪提出「陽常有餘，陰常不足」之論點，其論點後由張介賓所發揮。

## 明清時期
李時珍（1518？—1593）發現古代醫藥典籍中多有謬誤之處，畢生之力有系統地總結了明代以前的所有藥物特性，將所收集的一八九二種藥物劃歸十六部，六十類分述。其間歷時30年，著有《本草綱目》一書，全書近二百萬字，共五十二卷。書中附方達一萬餘首，插圖一千多幅。另有《奇經八脈考》、《瀕湖脈學》行世。
張介賓（1563？—1640）著有《景岳全書》，其醫學主張“陽非有余”、“真陰不足”以及“人體虛多實少”等論點。
王清任（1768－1831）曾親見瘟疫災區兒童屍體三十多例，又數次前往刑場，觀察死刑犯的屍體內臟位置，將其所見繪製成《親見改正臟腑圖》。著成《醫林改錯》二卷，其中「活血化瘀」的方劑有二十二例，如：血府逐瘀湯、膈下逐瘀湯（治療肝硬化）、少腹逐瘀湯、補陽還五湯，均成為調理氣血的名方，至今仍為臨床廣泛應用。儼然是化瘀派的一代宗師。
1879年，浙江人士俞樾在《俞樓雜纂》中發表《廢醫論》：「其藥之而愈者，乃其不藥而癒者也。其不藥不愈者，則藥之亦不愈。」是最早、最明確地提出了廢除中醫的主張。
1856年，英國留学生黄宽，是第一个得到医学博士的中国人。
1693年，康熙帝突然得了疟疾，当时伺候在他左右的御医们人人束手。最后请来了法国人刘应(MgrClaudus Lou），服下了印度的奎宁才康复。

## 民國時期
1913年，教育總長汪大燮公開提出廢除中醫中藥，所謂“余決意今後廢去中醫，不用中藥。所以立案一節，難以照準。”1929年，余雲岫提出《廢止舊醫案》，視中醫為巫祝，要求取締中醫，引起全國中醫藥界反抗。同年3月17日各省代表青年名醫陳存仁主持反對廢除中醫的大會，在陳果夫、陳立夫等人的接見並轉陳蔣介石，始收回成命。1935年，余云岫發表論文“陰陽五行、三部九候之謬，足以廢中醫之（診斷）理論而有餘；治病必求本，用藥如用病二語，足以廢中醫之治療（思想）而有餘；研究國藥、試用成方，足以發揚國產藥物而有餘”（《中華醫學雜誌》1935年7月）。

## 中華人民共和國時期
1913年，毛泽东在《讲堂录》笔记中写道：“医道中西，各有所长。中言气脉，西言实验。然言气脉者，理太微妙，常人难识，故常失之虚。言实验者，求专质而气则离矣，故常失其本，则二者又各有所偏矣。”
1954年，毛泽东批示：“中药应当很好地保护与发展。我国的中药有几千年历史，是祖国极宝贵的财产，如果任其衰落下去，将是我们的罪过；中医书籍应进行整理……如不整理，就会绝版。”又指示：“即时成立中医研究院。”，1955年12月成立了中国中医研究院，第一任院长鲁之俊。
随着50年代海内外对针灸经络机理研究的热情拓展，气的本质，经络实质等都有新的进展，中西医结合，新药，新剂型，针灸麻醉，人机诊治系统等创造发明。赤脚医生上山下乡，中医药海内外的推广扩展，均有长足进步，学术交流，医学投资日益增多。

## 延伸阅读
- 李貞德：〈漢唐之間的女性醫療照顧者（页面存档备份，存于）〉。
- 張嘉鳳：〈操行英雄立功差難──晉唐之間小兒醫學的成立與對小兒醫的態度（页面存档备份，存于）〉。
- 劉祥光：〈宋人如何治療邪祟（页面存档备份，存于）〉。
- 祝平一：〈藥醫不死病，佛度有緣人：明、清的醫療市場、醫學知識與醫病關係（页面存档备份，存于）〉。
- 黃克武：〈從申報醫藥廣告看民初上海的醫療文化與社會生活，1912-1926（页面存档备份，存于）〉。